# 拉绍梅特
拉绍梅特（法語：La Chomette，法語發音：[la ʃɔmɛt]）是法国上卢瓦尔省的一个市镇，属于布里尤德区。

## 地理
拉绍梅特（45°13'47"N, 3°28'28"E）面积6.9 平方千米，位于法国奥弗涅-罗讷-阿尔卑斯大区上盧瓦爾省，该省份为法国中南部省份，北起多姆山省和卢瓦尔省，西接康塔爾省，南至洛泽尔省，东临阿尔代什省。
与拉绍梅特接壤的市镇（或旧市镇、城区）包括：多梅拉、拉沃迪约、波拉盖、圣普里瓦迪德拉贡、萨尔聚、旧布里尤德。

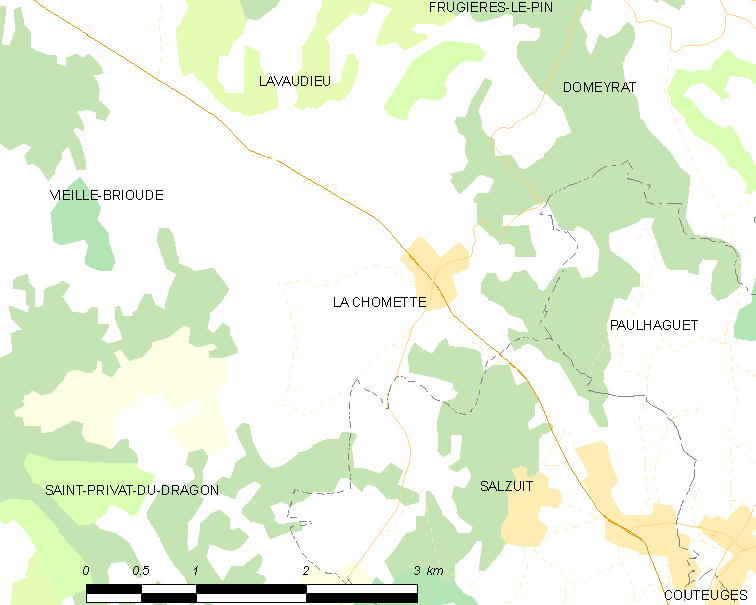
拉绍梅特的OSM定位图

拉绍梅特的时区为UTC+01:00、UTC+02:00（夏令时）。

## 行政
拉绍梅特的邮政编码为43230，INSEE市镇编码为43072。

## 政治
拉绍梅特所属的省级选区为拉法耶特地区县。

## 人口

1962-2008年间拉绍梅特人口变化图示

拉绍梅特于2022年1月1日时的人口数量为147人。